# L'anti-Œdipe
L'Anti-Œdipe: Capitalisme et schizophrénie (em português:  O anti-Édipo: capitalismo e esquizofrenia 1) é um livro de 1972 escrito em conjunto pelos filósofos franceses Gilles Deleuze e Félix Guattari, sendo Guattari também psicanalista. É o primeiro de dois volumes da obra teórica Capitalismo e esquizofrenia, seguido por Mil Platôs, o segundo volume da obra. Em o anti-Édipo, Deleuze e Guattari analisam a relação do desejo de realidade através da esquizofrenia, psicose e da sociedade capitalista, abordando temas como economia, sociedade, psicologia humanista, artes, literatura, civilização, psiquiatria e história.
Em o anti-Édipo, Deleuze e Guattari delineiam uma psiquiatria materialista que é modelada pela relação entre o inconsciente e os processos produtivos construídos sobre o conceito de produção desejante — que inter-relacionam as máquinas desejantes e o corpo sem órgãos (CsO). Também constroem uma crítica à psicanálise de Sigmund Freud, principalmente quanto à centralização que esta dá ao complexo de Édipo. Ainda, os autores reaproveitam a concepção materialista da história de Karl Marx, que considera a história dos modos de produção o meio de desenvolvimento das sociedades "primitivas, despóticas e capitalistas" para sociedades que, em última instância, também são transformadas pelo processo forçado de edipianização, o qual equivale à traição do desejo, pois uniformiza os sujeitos e os transforma numa massa homogênea. Deleuze e Guattari detalham as diferentes organizações de produção, inscrição e consumo, desenvolvendo uma prática crítica que denominam como esquizoanálise.

## Introdução
O anti-Édipo estabelece a tarefa de reverter o erro que, segundo os autores, idealiza o desejo ao colocá-lo ao lado da aquisição, desse modo concebendo-o como falta — “o inconsciente deixa de ser o que é, fábrica, ateliê, para se tornar um teatro, cena e encenação" — e postula que não é a loucura que deve ser reduzida à ordem social geral, mas sim o mundo moderno ou todo o campo social que deve ser interpretado de acordo com a singularidade do louco, pois “o inconsciente não delira sobre papai-mamãe, ele delira sobre as raças, as tribos, os continentes, a história e a geografia, sempre um campo social”. Segundo os autores, só o desejo — ou a dimensão dos elementos que o desejo mostra — garante a livre configuração das singularidades e forças capazes de colocar a história em movimento, rompendo o ciclo papai-mamãe em que:
Mesmo nosso amor de infância por mamãe repete outros amores adultos por outras mulheres.— Gilles Deleuze, Diferença e repetição, p. 25
Deleuze e Guattari criticam a redução do inconsciente ao campo familiar, processo que dão o nome de familialismo. A psicanálise traz à tona um conceito interessante, o de inconsciente, mas ao mesmo tempo o reduz ao pequeno círculo familiar e ao triângulo papai-mamãe-eu, que é materializado na figura de Édipo, a constelação familiar em pessoa. Além disso, os pensamentos e o comportamento da criança são interpretados como uma marca de seu vínculo com os pais. Porém, o inconsciente ou o imaginário da criança relaciona-se também com o mundo, os grupos sociais e as identidades que o constituem. Portanto, não é a maneira como a criança vê o mundo que deve ser interpretada de acordo com seu apego emocional aos pais, mas a relação emocional com os pais que é a tradução de seu próprio delírio no campo social. Mais claramente, para Deleuze e Guattari:
[...] o que é reprimido pela criança é a projeção do inconsciente do pai e da mãe sobre esta, e as dificuldades do jovem adulto são apenas os fracassos da tentativa de dar expressão e autonomia à sua própria subjetividade. Como em O segundo sexo, de Simone de Beauvoir, não nascemos o que nos tornamos; desde o dia em que lutamos pela nossa libertação, esse devir não é uma imposição, mas uma construção da arte.— Anne Querrien, Les cartes et les ritournelles d'une panthère arc-en-ciel, Multitudes, 2008, p. 109
A primeira tarefa positiva da esquizoanálise é tornar o sujeito capaz de descobrir a formação e funcionamento de suas máquinas desejantes, bem como seus fluxos, sínteses e cadeias. Desse modo, o recalcado não pode ser lido pelo recalcamento, pois este seria somente um teatro de representações capaz de exibir apenas imagens falsas dos agentes recalcantes — o inconsciente não funciona através de suas máquinas constituintes e externalizam somente aquilo que o aparelho de repressão lhe permite. Se a psicanálise reprime o inconsciente, a esquizoanálise persegue as linhas de fuga para desbloquear o recalcamento e transformar a repressão a fim de que as máquinas desejantes possam operar novamente. A transferência da psicanálise equivale à dispersão e esquizofrenização proposta pela esquizoanálise.

### Terminologia científica

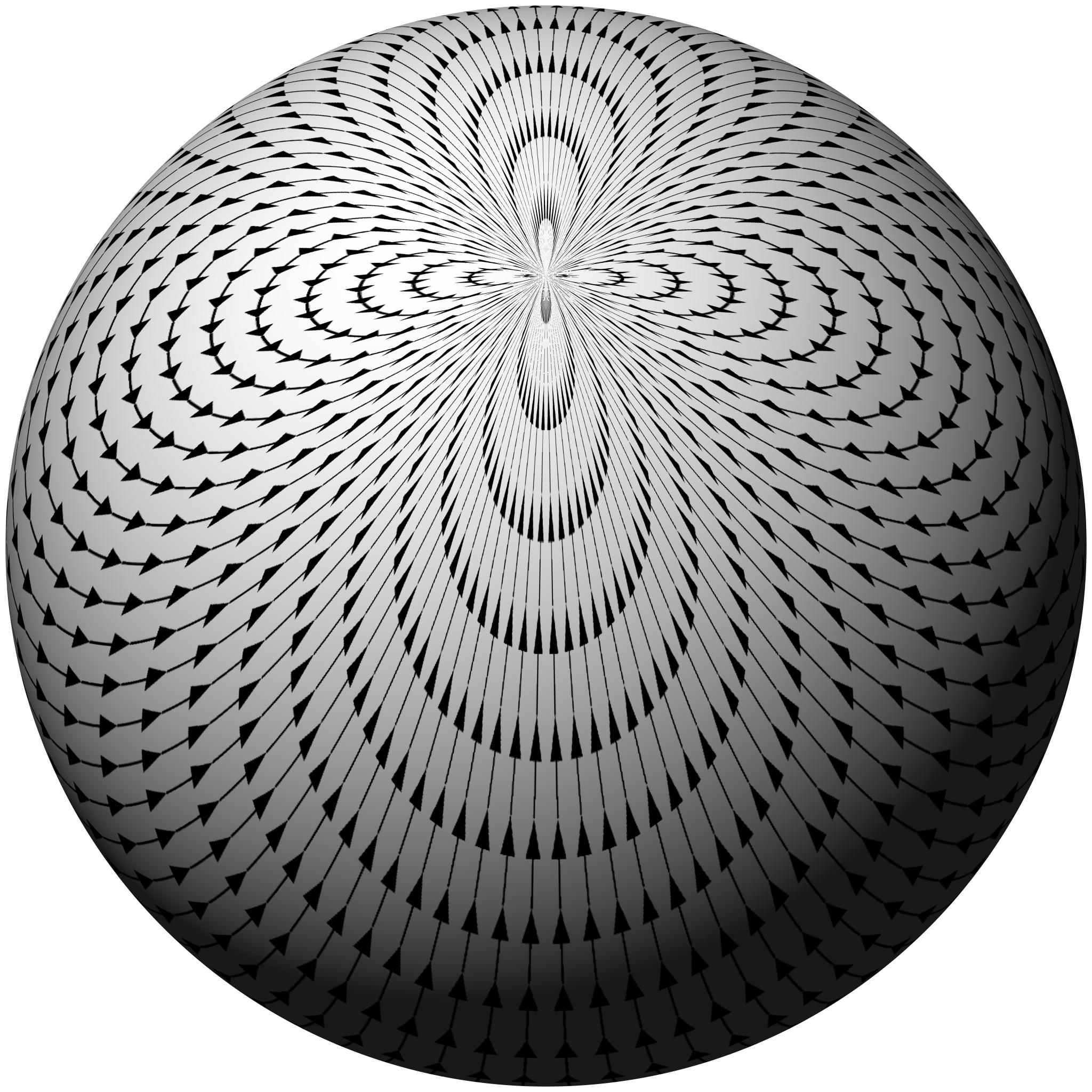
Um campo vetorial em uma esfera.

No desenvolvimento argumentativo do livro, Deleuze e Guattari se apropriam de vários conceitos provenientes de campos científicos diversos. Para descrever o processo do desejo, eles recorrem à dinâmica dos fluidos, o ramo da física que estuda como um fluido se movimentam através do espaço. Eles descrevem a sociedade como se fossem forças agindo sobre um campo vetorial. Ainda, Deleuze e Guattari relacionam os processos do corpo sem órgãos à embriologia de um ovo, da qual eles tomam emprestado o conceito de "indutor".

## Influências teóricas
O anti-Édipo é uma genealogia cultural e intelectual resultante de uma incursão teórica que transpassa vários autores, partindo de Freud e da expansão da psicanálise, de Wilhelm Reich (A função do orgasmo) a Herbert Marcuse ("Eros e civilização"), passando por Foucault (História da loucura na época clássica), pela antipsiquiatria ("A política do experimento de Laing") e até mesmo por D. H. Lawrence ("Eros et les chiens") e Henry Miller ("Hamlet"). Esta é uma das obras em que os autores, como alguns de seus contemporâneos (Foucault, Lyotard, Baudrillard), reanalisam a questão do poder, particularmente a ideia de que o saber, como poder repressivo, pode ser retroalimentado pelos oprimidos. É um livro filosófico importante e fortemente relacionado à conjuntura francesa do maio de 1968, e que foi redescoberto posteriormente por alguns autores da teoria queer, como Guy Hocquenghem (O desejo homossexual), Monique Wittig ("A Mente Hétero"), e até entre os italianos ligados ao autonomismo dos anos 1970, como Franco Berardi ("Radio Alice").

### Relações com a psicanálise
De acordo com Didier Eribon, o livro é "uma crítica à normatividade psicanalítica e ao complexo de Édipo", sendo "um questionamento devastador do edipinianismo". No livro, Gilles Deleuze e Felix Guattari fazem críticas também à obra do psicanalista Jacques Lacan, argumentando que "apesar dos belos livros escritos recentemente por certos discípulos de Lacan, perguntamos se o pensamento de Lacan se orienta precisamente nesse sentido". Em seguida, os autores reforçam sua crítica:
Será que se trata somente de edipianizar até mesmo o esquizo? Ou será que se trata de outra coisa, e mesmo o contrário disso? [...] Isto porque o próprio inconsciente não é estrutural e nem pessoal; ele não simboliza, assim como não imagina e nem figura: ele maquina, é maquínico.— O anti-Édipo, pp. 75-76
No plano do tratamento psicanalítico, a contribuição da obra de Deleuze e Guattari impõe um ponto de inflexão no posicionamento do próprio psicanalista, aqui referido como esquizoanalista. Além da delicada fórmula da equizoanálise, essas considerações determinantes sobre os pontos cegos do protocolo analítico clássico ainda não se enraizaram nem deram origem, exceto talvez em alguns lugares da América Latina, a uma escola psicanalítica verdadeiramente nova a nível terapêutico e clínico. É também o ponto de vista que se pode deduzir das análises de René Girard sobre o olhar concentrado no mito em torno da personagem de Édipo, esquecendo a ausência de "julgamento" presente no teatro onde o mito opera.
O filósofo Michel Foucault escreveu que anti-Édipo pode ser melhor lido como uma "arte", no sentido transmitido pelo termo "arte erótica". Foucault considerou haver três "adversários" do livro: 1) os "burocratas da revolução"; 2) os "pobres técnicos do desejo" (psicanalistas e semiólogos); e, por fim, 3) "seu principal inimigo", o fascismo. Foucault usou o termo fascismo para referir "não somente ao fascismo histórico, o fascismo de Hitler e Mussolini […] mas também ao fascismo presente em todos nós, em nossas cabeças e em nosso comportamento cotidiano, o fascismo que nos faz amar o poder, desejar a mesma coisa que nos domina e nos explora".

### Críticas aos psicanalistas
Deleuze e Guattari abordam o caso dos psicanalistas Gérard Mendel, Bela Grunberger e Janine Chasseguet-Smirgel, que eram membros proeminentes da mais respeitada associação psicanalítica da época (a International Psychoanalytical Association). Eles argumentam que este caso demonstra que a psicanálise abraça com entusiasmo um estado policial:
Quanto aos que não se deixam edipianizar sob uma forma ou outra, em um extremo ou no outro, o psicanalista lá está para pedir ajuda ao asilo ou à polícia. A polícia está conosco! Nunca a psicanálise mostrou tão bem seu gosto em apoiar o movimento da repressão social e dele participar com todas as suas forças. E não se pense que aludimos a aspectos folclóricos da psicanálise. Não é por haver da parte de Lacan uma outra concepção da psicanálise que se deve minimizar o tom reinante nas associações mais reconhecidas: vejam o Dr. Mendel, os Drs. Stéphane, o estado de raiva em que se encontram, sua invocação literalmente policial, assim que surge a ideia de que alguém pretende subtrair-se à ratoeira de Édipo. Édipo é como essas coisas que se tornam ainda mais perigosas quando já ninguém acredita nelas; então os tiras acorrem para substituir os padres.— O anti-Édipo, p. 112

## Tópicos abordados

Deleuze e Guattari argumentam que a pintura "Boy with Machine [Menino com Máquina]" (1954), de Richard Lindner, demonstra a tese esquizoanalítica da sobreposição dos investimentos sociais do desejo sobre a família. O quadro "mostra uma criança enorme e túrgida que, assim inserida, faz com que uma de suas pequenas máquinas desejantes funcione em uma enorme máquina social técnica."

### Esquizoanálise
A esquizoanálise, desenvolvida por Deleuze e Guattari, é uma análise política e social que busca se contrapor ao que os autores enxergam como tendências reacionárias da psicanálise. Ela propõe uma avaliação funcional dos investimentos diretos do desejo — seja este revolucionário ou reacionário — em um campo social, biológico, histórico e geográfico. Em o anti-Édipo, Deleuze e Guattari desenvolvem as quatro teses da esquizoanálise:
1. Todo investimento libidinal inconsciente é molar e social: carrega um campo social, e de alguma maneira incide sobre um campo histórico;[22]
2. Os investimentos libidinais inconscientes de classe ou desejo são distintos de investimentos pré-conscientes de desejo ou de grupo;[23]
3. Os investimentos libidinais do campo social sobrepõem-se aos investimentos familiares;[24]
4. Os investimentos libidinais sociais dividem-se em dois polos: um polo paranoico; reacionário e fascista, e o polo esquizoide revolucionário.[25]

Ao contrário da concepção psicanalítica, a esquizoanálise pressupõe que a libido não precisa ser dessexualizada ou sublimada para proceder a investimentos sociais. Deleuze e Guattari defendem que, na verdade, "a sexualidade está em toda parte: na maneira como um burocrata acaricia os seus dossiês, como um juiz distribui justiça, como um homem de negócios faz circular o dinheiro, como a burguesia enraba o proletariado […] As bandeiras, as nações, os exércitos e os bancos dão tesão em muita gente". Considerando a existência da infraestrutura e superestrutura na teoria marxista, Deleuze e Guattari defendem que o desejo faz parte da base econômica (infraestrutura) da sociedade, e não da superestrutura, que é ideológica e subjetiva.
Os investimentos libidinosos inconscientes do desejo coexistem sem necessariamente coincidir com investimentos pré-conscientes, que são produzidos de acordo com as necessidades ou interesses ideológicos do sujeito desejante.
Uma forma de produção e de reprodução sociais, com seus mecanismos econômicos e financeiros, com suas formações políticas etc., pode ser desejada como tal, no todo ou em parte, independentemente do interesse do sujeito que deseja. Nada tem a ver com metáfora, nem mesmo com metáfora paternalista, a constatação de que Hitler suscitava tesão nos fascistas. Não é metaforicamente que uma operação bancária ou da bolsa, um título, um cupom, uma nota de crédito, dão tesão também a pessoas que não banqueiros. E o dinheiro germinador, o dinheiro que produz dinheiro? Há “complexos” econômico-sociais que também são verdadeiros complexos do inconsciente, e que comunicam uma volúpia de alto a baixo em toda sua hierarquia (o complexo militar-industrial). E a ideologia, o Édipo e o falo nada têm o que fazer aqui, porque eles dependem disso, em vez de estarem no seu princípio.— O anti-Édipo, p. 143
O objetivo da esquizoanálise é mostrar como "o desejo pode ser determinado a desejar sua própria repressão no sujeito que deseja (daí o papel da pulsão de morte na junção do desejo e do social)". O desejo produz até "mesmo as mais repressivas e mortíferas formas da reprodução social".

#### Máquinas desejantes e produção social
A compreensão psicanálitica tradicional do desejo pressupõe haver uma distinção exclusiva entre "produção" e "aquisição". Essa linha de pensamento — que dominou a filosofia ocidental ao longo de sua história, estendendo-se de Platão até Freud e Lacan — compreende o desejo através do conceito de aquisição, ou seja, o desejo como algo que falta ao sujeito. Para Deleuze e Guattari, essa concepção dominante é uma forma de idealismo filosófico. Compreensões alternativas, que tratam o desejo como uma força produtiva positiva, receberam muito menos atenção, mas possuem importância crucial no projeto de Deleuze e Guattari — principalmente quanto à vontade de poder de Nietzsche e ao conatus de Spinoza. Deleuze e Guattari argumentam que o desejo é um processo positivo de produção que produz a realidade, ou seja, não é o desejo que deve ser concebido como falta, pois ao desejo nada falta e este tudo produz, de modo que é sobretudo o sujeito que falta ao desejo.
Com base em três "sínteses passivas" (em parte modeladas nas sínteses de apercepção de Kant, em sua Crítica da Razão Pura), o desejo projeta "objetos parciais, fluxos e cortes" a serviço da autopoiese do inconsciente. Nesse modelo, o desejo não carece de seu objeto; em vez disso, o desejo "é máquina, o objeto do desejo é também máquina conectada". Com base nisso, Deleuze e Guattari desenvolvem sua noção de produção desejante. Uma vez que o desejo produz a realidade, a produção social, com suas forças e relações, é "unicamente a própria produção desejante em condições determinadas".
O paralelismo Marx-Freud permanecerá totalmente estéril e indiferente enquanto puser em cena termos que só se interiorizam e se projetam uns nos outros sem deixarem de ser mutuamente estranhos, como na famosa equação dinheiro = merda. Na verdade, a produção social é unicamente a própria produção desejante em condições determinadas.— Gilles Deleuze e Felix Guattari, O anti-Édipo, p. 46
Assim como R. D. Laing, e como Wilhelm Reich realizaram antes deles, Deleuze e Guattari estabelecem uma conexão entre o recalque psicológico e a opressão social. Entretanto, estabelecem essa conexão de uma maneira radicalmente distinta, utilizando o conceito de produção desejante. Deleuze e Guattari descrevem um universo que é composto por máquinas desejantes, as quais estão todas conectadas umas às outras: "Não há máquinas desejantes que existam fora das máquinas sociais que elas formam em grande escala; e também não há máquinas sociais sem as desejantes que as povoam em pequena escala".

De acordo com Deleuze e Guattari, a pintura "Dancer/Danger (L’Impossibilité)" (1920), de Man Ray, "traduz mecanicamente, por absurdo, a impossibilidade de uma máquina efetuar por si um tal movimento […] Portanto, não é por metáfora que falamos de máquina: o homem compõe máquina desde que esse caráter seja comunicado por recorrência ao conjunto de que ele faz parte em condições bem determinadas".

Quando Deleuze e Guattari insistem em afirmar que um campo social pode ser diretamente investido pela libido, estão se opondo ao conceito de sublimação de Freud, o qual postula haver um dualismo inerente entre máquinas desejantes e produção social. Esse dualismo, eles argumentam, limitou o potencial revolucionário das teorias de Laing e Reich. Deleuze e Guattari desenvolvem uma crítica da psicanálise de Freud e Lacan, da antipsiquiatria e do freudo-marxismo — que insiste em uma mediação necessária entre as duas esferas do desejo libidinal e do social. O conceito de sexualidade de Deleuze e Guattari não se limita à interação entre os papéis de gênero (masculinidade e feminilidade), em vez disso, os autores postulam haver uma multiplicidade de fluxos que "cem mil" máquinas desejantes criam em seu universo conectado. Deleuze e Guattari contrastam essa "sexualidade molecular não-humana" com a "sexualidade binária molar".
Dizemos, portanto, que a castração é o fundamento da representação antropomórfica e molar da sexualidade [...] Fazer amor não é fazer só um, nem mesmo dois, mas cem mil. Eis o que são as máquinas desejantes ou o sexo não humano: não um, nem mesmo dois, mas n sexos. A esquizoanálise é a análise variável dos n sexos num sujeito, para além da representação antropomórfica que a sociedade lhe impõe e que ele mesmo atribui à sua própria sexualidade. A fórmula esquizoanalítica da revolução desejante será primeiramente esta: a cada um, seus sexos.— O anti-Édipo, pp. 389-390

#### Corpo sem órgãos
Em o anti-Édipo, Deleuze e Guattari também desenvolvem, a partir da transmissão radiofônica de Antonin Artaud ("Para acabar com o julgamento de Deus"), o conceito de corpo sem órgãos (CsO). Uma vez que o desejo pode assumir tantas formas quantas forem as pessoas para implementá-lo, também deve buscar novos canais e diferentes combinações para se realizar, formando um corpo sem órgãos para cada instância. Portanto, o desejo não se limita às afeições de um sujeito, nem ao estado material do sujeito. Corpos sem órgãos não podem ser forçados ou desejados à existência, mas são o produto essencial de uma condição de intensidade-zero que Deleuze e Guattari vinculam à esquizofrenia catatônica que, por sua vez, dá seu modelo à morte.

Deleuze e Guattari descrevem o CsO como um ovo: "é atravessado por eixos e limiares, por latitudes, longitudes e geodésicas, é atravessado por gradientes que marcam os devires e as passagens, as destinações daquele que aí se desenvolve".

### Fascismo, família e o desejo de repressão

#### Desejando auto-repressão
Deleuze e Guattari abordam um problema fundamental da filosofia política: o fenômeno contraditório pelo qual um indivíduo ou um grupo social passa a desejar sua própria repressão. Essa contradição havia sido mencionada brevemente pelo filósofo Spinoza, ainda no século XVII: “Por que os homens combatem por sua servidão como se se tratasse da sua salvação?”. O psicanalista Wilhelm Reich também discutiu tal fenômeno em seu livro Psicologia de Massas do Fascismo, publicado em 1933:
Como diz Reich, o que surpreende não é que uns roubem e outros façam greve, mas que os famintos não roubem sempre e que os explorados não façam greve sempre: por que os homens suportam a exploração há séculos, a humilhação, a escravidão, chegando ao ponto de querer isso não só para os outros, mas para si próprios?— O anti-Édipo, p. 47
Ao discorrer sobre essa questão, Deleuze e Guattari examinam as relações entre organização social, poder e desejo — particularmente em relação ao complexo de Édipo freudiano e seus mecanismos familiares de subjetivação ("papai-mamãe-eu"). Eles argumentam que a família nuclear é o agente mais poderoso de repressão psicológica, sob a qual os desejos da criança e do adolescente são recalcados e pervertidos. Esse recalque psicológico forma indivíduos indefesos que se transformam em alvos fáceis da repressão social. Por meio desses poderosos mecanismos de repressão, a classe dominante, "fazem passar cortes e segregações num campo social", para em última instância controlar os indivíduos e grupos, garantindo a submissão geral da sociedade. Isso explica o fenômeno contraditório no qual os sujeitos agem "manifestamente contra seus interesses de classe, quando aderem aos interesses e ideais de uma classe que a sua própria situação objetiva deveria determiná-los a combater". A crítica de Deleuze e Guattari aos mecanismos de recalque busca promover uma libertação revolucionária do desejo:
Se o desejo é recalcado é porque toda posição de desejo, por menor que seja, pode pôr em questão a ordem estabelecida de uma sociedade: não que o desejo seja a-social, ao contrário. Mas ele é perturbador; não há posição de máquina desejante que não leve setores sociais inteiros a explodir. Apesar do que pensam certos revolucionários, o desejo é, na sua essência, revolucionário – o desejo, não a festa! – e nenhuma sociedade pode suportar uma posição de desejo verdadeiro sem que suas estruturas de exploração, de sujeição e de hierarquia sejam comprometidas.— O anti-Édipo, p. 158

#### A família sob o capitalismo como agente de repressão
A família é o agente sobre o qual a produção capitalista assenta a repressão psicológica dos desejos da criança. A repressão psicológica se distingue da opressão social, pois opera inconscientemente, mas ambas estão intimamente conectadas, pois reforçam-se mutuamente. Deleuze e Guattari argumentam que, por meio da repressão psicológica, os pais transmitem sua angústia e medos irracionais aos filhos, ao mesmo tempo que vinculam os desejos sexuais da criança aos sentimentos de vergonha e culpa. Atribui-se à repressão psicológica o processo de transformação dos indivíduos em sujeitos dóceis e resignados que passam a desejar a auto-repressão e tornam-se subservientes a uma vida miserável, exercendo o papel de empregados do capitalismo. A sociedade capitalista necessita de uma ferramenta capaz de neutralizar a potência revolucionária do desejo, que ameaça as estruturas capitalistas de exploração, servidão e hierarquia; é exatamente a família nuclear quem exerce essa função de ferramenta neutralizadora, ao atuar simultaneamente como agente de repressão e auto-repressão.
A primeira função da família é a de retenção: trata-se de saber o que ela vai rejeitar da produção desejante, o que vai reter, o que vai ramificar pelos caminhos sem saída que levam ao seu próprio indiferenciado (cloaca), ou, ao contrário, o que vai conduzir pelas vias de uma diferenciação disseminável e reprodutível [...] A ressonância (abafada ou pública, envergonhada ou gloriosa) é a segunda função da família. A família é, ao mesmo tempo, ânus que retém, voz que ressoa e boca que consome: são as suas três sínteses, pois se trata de ramificar o desejo pelos objetos já prontos da produção social.— O anti-Édipo, pp. 169-170
A ação neutralizadora da família exerce não somente uma repressão psicológica ao desejo, como também o desfigura, dando origem a um desejo neurótico marcado pela perversão das pulsões incestuosas e pelo mecanismo de auto-repressão. O complexo de Édipo surge desse duplo impasse correlativo: “É num mesmo movimento que a produção social repressiva se faz substituir pela família recalcante, e que esta dá, da produção desejante, uma imagem deslocada que representa o recalcado como pulsões familiares incestuosas".

### O real e seu artifício
De acordo com o anti-Édipo, o indivíduo não pode constituir, na prática, um ponto de partida que se sobreponha às estruturas da ordem do conhecimento e da práxis histórica, que deve ser vista como o resultado da repressão social, ou seja, como consequência da estruturação das forças ativas do inconsciente sobre as formas históricas do homem e do mundo ou, ainda, como o efeito de um processo de registro social das formas fluidas de vida instintiva, que simultaneamente dá origem ao indivíduo, à família, à estrutura econômica, ao modo de produção e assim por diante.
Se o indivíduo e a estrutura estão lado a lado em uma relação infinita, faz-se no contexto do registro repressivo ou, melhor, da estruturação que é, por sua vez, o fundamento material de todos os nossos sistemas de representação. De acordo com Deleuze e Guattari, essa estruturação entre sujeito e mundo não é mera ilusão de consciência ou uma camada ideológica que se sobrepõe à realidade ao deformá-la: ela é real, pois os sujeitos e o mundo, as forças de trabalho e o capital, o sujeito e a estrutura realmente existem em uma materialidade institucional irredutível e cheia de energia. É nesse campo reativo da história que se constituem a consciência científica e a representação.

### "Tudo é politica"
Ao subtrair o desejo da falta e da lei, não podemos mais invocar senão um estado de natureza, um desejo que seria realidade natural e espontânea. Dizemos totalmente o contrário. Só há desejo agenciado ou maquinado. Você não pode apreender ou conceber um desejo fora de um agenciamento determinado, sobre um plano que não preexiste, mas que deve, ele próprio, ser construído. Que cada um, grupo ou indivíduo, construa o plano de imanência onde ele leva sua vida e seu empreendimento, é a única coisa importante. Fora dessas condições, lhe falta, com efeito, alguma coisa, mas falta-lhe, precisamente, as condições que tornam um desejo possível.— Gilles Deleuze e Claire Parnet, Diálogos, pp. 77-78
A proposição do desejo como falta é a definição típica do movimento esquizoanalítico, em que os autores propõem, em contraposição ao modelo psicanalítico edipiano, a esquizoanálise. O esquizoanalista enxerga a caosmose como um banho de gozo alcançável por qualquer pessoa e que respeita o poder de todos. É o que o psicanalista Jean Oury chama, no contexto de sua prática psiquiátrica, de “eutopia”, que é a produção do bem-estar não como norma, mas como busca subjetiva individual e como constituição de cada um em seu próprio meio.

### Invenção e reinvenção
Deleuze e Guattari questionam a possibilidade de inventar ou reinventar os poderes do singular durante a vida — por singularidade, entende-se aquilo que vai além das qualidades particulares do sujeito sem, no entanto, fundi-los em uma massa sem distinção. É um questionamento sobre como acreditar no mundo como fonte desses movimentos singulares, os quais são capazes de atravessar as cidades e as formas sociais dos sujeitos que as habitam. Trata-se tanto do problema kafkiano da minoria como o poder do povo, como também da questão melvilliana de um espaço dinâmico onde as singularidades podem ser compostas como em um "muro de pedras livres, não cimentadas, onde cada elemento vale por si mesmo e no entanto tem relação com os demais: isolados e relações flutuantes, ilhas e entre-ilhas, pontos móveis e linhas sinuosas".
É esse direito ao movimento que Deleuze e Guattari buscam inserir no conceito de política e de dignidade do sujeito nas sociedades democráticas. Para Deleuze e Guattari, a democracia está ligada às potencialidades humanas que, por sua vez, relacionam-se com a liberdade de expressão e não com o contrato social ou com o poder estatal, como acontece na leitura hobbesiana da sociedade. Deriva-se desse movimento a política do virtual, conceito fundamental em O anti-Édipo, que se distingue da unicidade de possibilidades, pois o único, na visão dos autores, faz o significado do político se transformar em uma experiência indistinguível e uniforme para os sujeitos.
E minha relação com as bichas, os alcoólatras ou os drogados, o que isso tem a ver com o assuntos, se obtenho em mim efeitos análogos aos deles por outros meios? (…) Eu não devo nada a vocês, nem vocês a mim. Não há nenhuma razão para que eu frequente seus guetos, já que tenho os meus. O problema nunca consistiu na natureza deste ou daquele grupo exclusivo, mas nas relações transversais em que os efeitos produzidos por tal ou qual coisa (homossexualismo, droga etc.) sempre podem ser produzidos por outros meios.— Gilles Deleuze, Conversações. Trad. bras. de Peter Pál Pelbart. São Paulo; Editora 34. 2008, pp. 20-21

### Livros e periódicos
- Fadi, Abou-Rihan (2008). Deleuze and Guattari: A Psychoanalytic Itinerary (em inglês). London/New York: Continuum. ISBN 1-84706-371-3
- Deleuze, Gilles; Guattari, Félix (2008). O que é a Filosofia? 3ª ed. São Paulo: Editora 34. ISBN 978-8585490027
- Deleuze, Gilles (1997). Crítica e clínica (em inglês). São Paulo: Editora 34. 176 páginas. ISBN 85-7326-069-6
- Guattari, Félix.; Leão, Lúcia Cláudia. (1992). Caosmose : um novo paradigma estético 1a. ed ed. Rio de Janeiro: Editora 94. OCLC 55024202
- Abreu Filho, Ovídio (outubro de 1998). «Mil platôs. Capitalismo e esquizofrenia». Mana (2): 143–146. ISSN 0104-9313. doi:10.1590/S0104-93131998000200008. Consultado em 4 de novembro de 2020
- Preciado, Paul Beatriz (2014). «Cap. 4: Da filosofia como modo superior de dar o cu – Deleuze e a "homossexualidade molecular"». Manifesto Contrassexual. São Paulo: n-1 edições. pp. 173–193. ISBN 9780674660410
- Hocquenghem, Guy. El deseo homosexual: con terror anal (em espanhol). Madrid: Melusina. ISBN 978-8496614512
- Wittig, Monique (1992). The straight mind and other essays (em inglês). Boston: Beacon Press. 132 páginas. ISBN 978-0807079171

### Entrevistas
- Gilles, Deleuze; Félix, Guattari (1996). Capitalism: A Very Special Delirium (em inglês). Interview: Autonomedia/Semiotexte. "Chaosophy", ed. Sylvere Lothringer.
- Guattari, Félix (2009). Chaosophy:texts and interviews 1972-1977. Los Angeles, CA: Semiotext(e). ISBN 978-1-58435-060-6
- Guattari, Félix (1982). Félix Guattari entrevista Lula. São Paulo: Editora Braziliense. 60 páginas.

### Vídeos
- Deleuze, Gilles (1999).  Pierre André Boutang, ed. L’abécédaire de Gilles Deleuze (em francês). 7h33min. Paris: Éditions Montparnasse.